# Jan Močnik
Jan Močnik (San Pietro-Vertoiba, 27 marzo 1987) è un ex cestista e allenatore di pallacanestro sloveno.

## Palmarès
- Campionato sloveno: 1

Helios Domžale: 2015-16
- Coppa di Slovenia: 3

Union Olimpija: 2008, 2012, 2013
- Alpe Adria Cup: 1

Helios Domžale: 2015-16